# Tschachtlanchronik

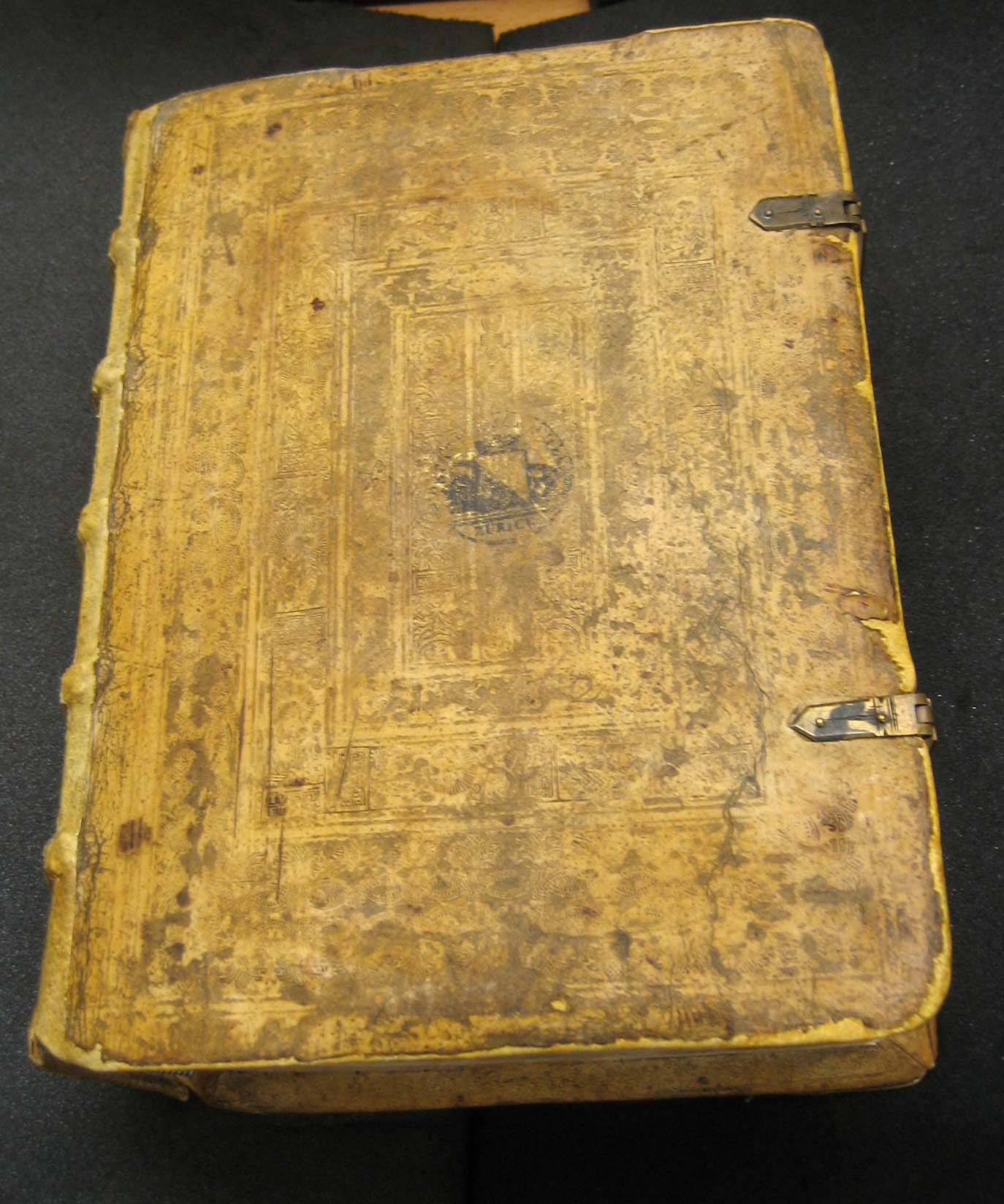
Die Tschachtlanchronik

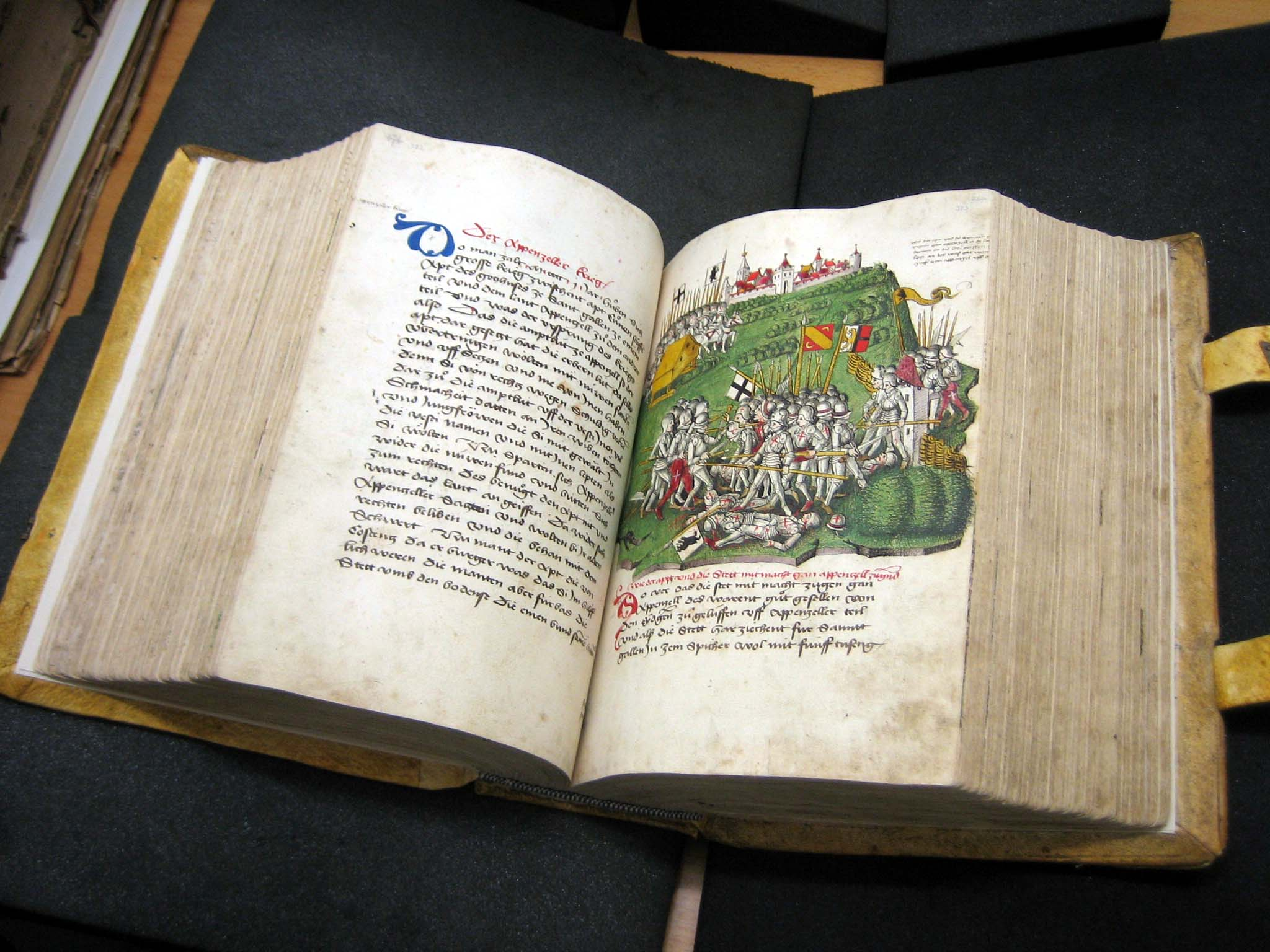
Aus der Tschachtlanchronik

Die Tschachtlanchronik ist die älteste der erhalten gebliebenen Schweizer Bilderchroniken. Es handelt sich dabei um eine Papierhandschrift mit 230 farbigen, meist ganzseitigen Abbildungen, die im Jahr 1470 von den Berner Ratsherren Benedikt Tschachtlan (auch: Bendicht) und Heinrich Dittlinger angefertigt wurde. Die Chronik wird teilweise auch schlicht als Berner Chronik bezeichnet, sie ist jedoch nicht zu verwechseln mit der von 1474 bis 1483 verfassten Berner Chronik von Diebold Schilling dem Älteren.

## Chronik
Alle Bilder wurden von Tschachtlan detailgetreu ausgeführt. Neben Szenen aus dem Kriegs- und Soldatenleben werden auch Dinge des alltäglichen Lebens festgehalten wie Szenen aus dem Gericht und vom Leben auf dem Land und in den Städten.
Schreiber des Textes war der Berner Politiker Heinrich Dittlinger. Gemeinsam schrieben die beiden die Chronik ohne amtlichen Auftrag als reine Privatarbeit. Im Nachwort bezeichnen sie sich selbst als Autoren und halten fest, die Chronik sei 1470 beendet worden.
Der erste Teil der Chronik, der die Zeit von der Gründung Berns (1191) bis 1431 behandelt, basiert auf der Amtlichen Berner Chronik des Konrad Justinger aus dem Jahr 1431.
Für die Zeit nach 1423 stützt sie sich auf die Chronik des Schwyzers Hans Fründ (für die Zeit des Alten Zürichkriegs) sowie wahrscheinlich auf ein frühes Werk von Diebold Schilling dem Älteren, der seit 1460 in Bern anwesend war. Von den 230 Abbildungen der Tschachtlanchronik stellen 200 Kriegsszenen dar.
Beginn der Vorrede: In dem Jar, als man zalt von der geburt Cristi M CCCC L XX jar, wart diese croneck geschriben und gemalett durch den furnemen, wissen benedicht Tschachtlan, fenre und des rattes ze Bern, ouch durch Heinrich Titlinger, Schriber diß bouchs.
Anfang: In dem namen der heiligen dryfaltikeitt, deß vatters, deß sunß und deß helgen geistz, amen. Alß gott himelrich und ertrich, alle creaturen und den mônschengeschaffen hatt und wie die weltte mit meengem underscheid harkomen ist untz an daß zitte der gnaden, daß gott sinen eingeborenen sun santte in die weltt …
Die Tschachtlanchronik wird in der Handschriftenabteilung der Zentralbibliothek Zürich (Signatur: A 120) aufbewahrt und steht als Digitalisat zur Verfügung.

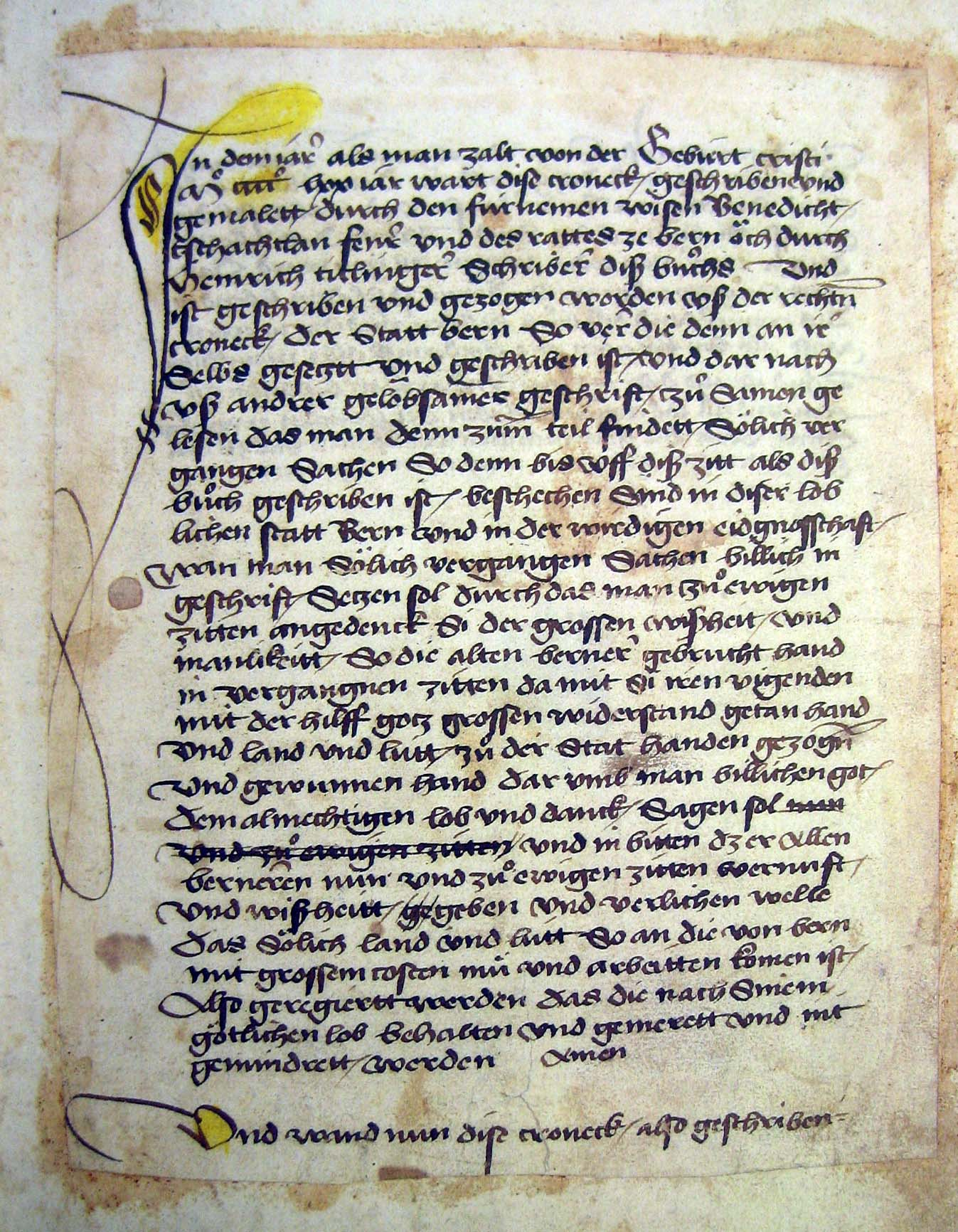
Vorrede
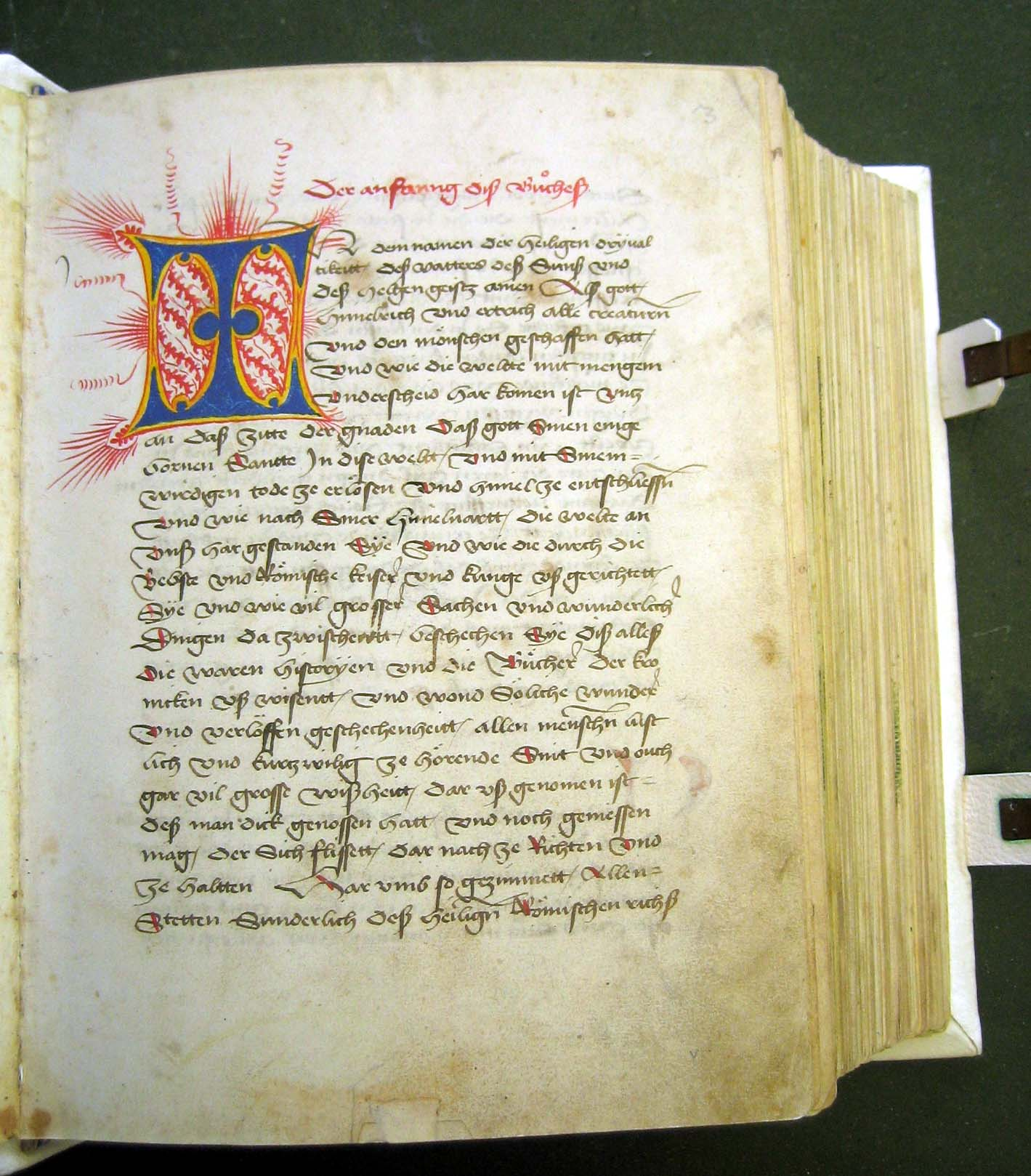
Anfang
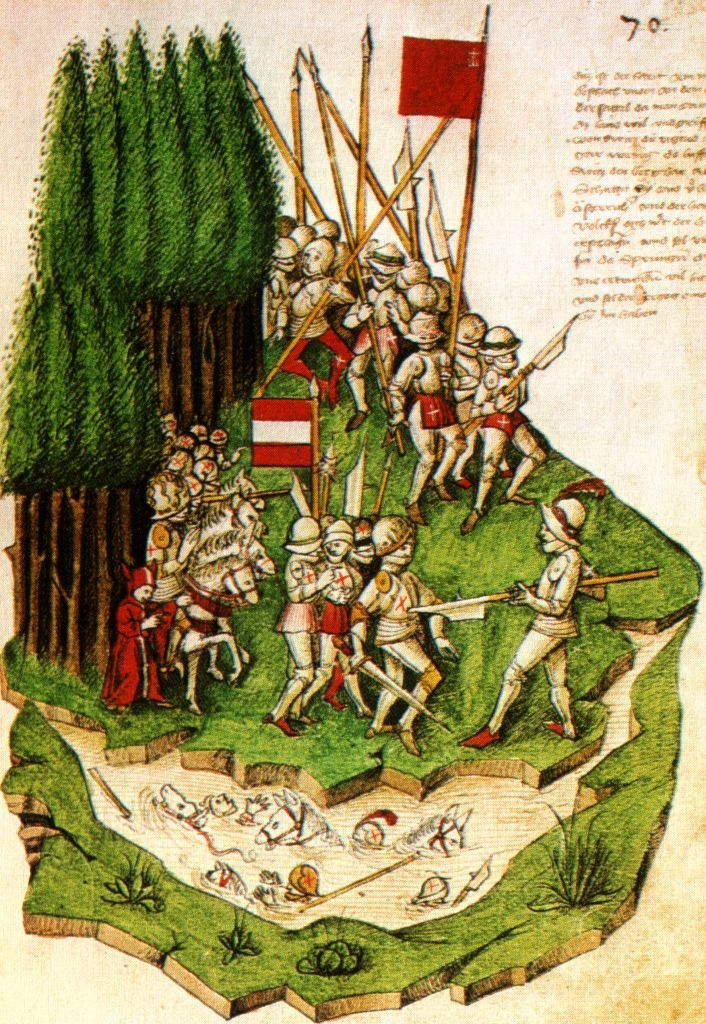
Illustration der Schlacht am Morgarten
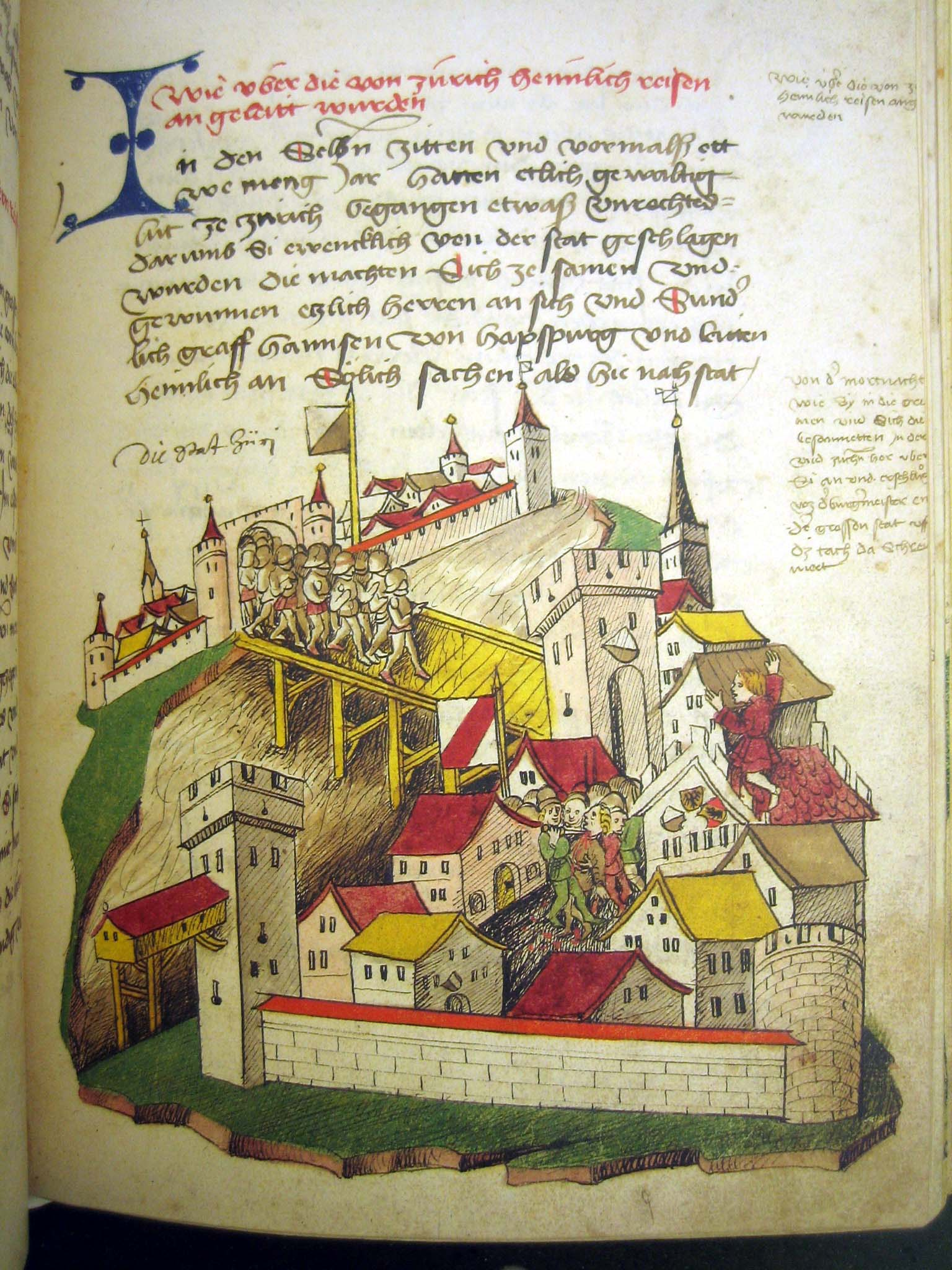
Darstellung der Mordnacht von Zürich

## Editionen
- Rudolf Emanuel Stierlin, Johann Rudolf Wyss (Herausgeber): Bendicht Tschachtlans Berner-Chronik von dem Jahre 1421 bis in das Jahr 1466, Bern 1820. Google-Digitalisat
- Berner Chronik 1470, bearbeitet von Hans Bloesch et al., Bern 1933.
- Tschachtlans Bilderchronik, Luzern 1986.